# Alfonso Rapu
Alfonso Rapu Haoa (Isla de Pascua, 28 de octubre de 1942)  es un profesor y líder rapanui. Fue alcalde de comuna de Isla de Pascua.

## Biografía
Alfonso Rapu Haoa nació en la Isla de Pascua, hijo de Elías Alejo Rapu Tuki y Reina Haoa. En 1957 viajó a Chile continental para iniciar estudios de pedagogía en la Escuela Normal José Abelardo Núñez de Santiago. En 1963 terminó sus estudios, titulándose de profesor normalista.
Regresó a la Isla de Pascua en 1964, habiendo sido designado por el Ministerio de Educación para desempeñarse como profesor de la escuela fiscal de Hanga Roa. A partir de su rol en la escuela pública, se convirtió en un miembro prominente de la comunidad rapanui.
A fines de 1964, encabezó una rebelión en contra de la administración naval (Armada de Chile) de la Isla de Pascua y las restricciones a la libre circulación. El movimiento social envió una carta al entonces presidente Eduardo Frei Montalva, explicando sus motivaciones e indicando sus peticiones, la cual fue ampliamente difundida por la prensa chilena. Tras las acciones desplegadas, sus demandas fueron escuchadas y, a partir de 1965, una administración de carácter civil fue establecida en la isla, siendo elegido como alcalde por la comunidad.
En 1966 fue promulgada la "Ley Pascua" —Ley 16.441—, que creó la comuna-subdelegación de Isla de Pascua, convirtiéndose formalmente en su primer alcalde.
En 2010 se transformó en el vocero de los clanes rapanui en conflicto con el Estado chileno, siendo el responsable de dar a conocer la carta-comunicado en la cual los rapa nui expusieron sus demandas al gobierno del presidente Sebastián Piñera y a organismos internacionales.